# UFC 258
UFC 258: Usman vs. Burns foi um evento de MMA produzido pelo Ultimate Fighting Championship no dia 13 de fevereiro de 2021, no UFC APEX, em Las Vegas, Nevada.

## Background
Uma luta pelo cinturão peso meio-médio do UFC entre o campeão Kamaru Usman e Gilbert Burns foi a luta principal da noite.

## Resultados
Nota 1 Pelo Cinturão Peso Meio-Médio do UFC. 

## Bônus da Noite
Os lutadores receberam US$50.000 de bônus:
- Luta da Noite: Não houve lutas premiadas.
- Performance da Noite:    Kamaru Usman,  Julian Marquez,  Anthony Hernandez e   Polyana Viana